# Sabotsy Namehana
Sabotsy Namehana ist ein Ort im zentralen Hochland Madagaskars, der mit den umliegenden Dörfern die gleichnamige Landgemeinde (Commune rural) mit einer Fläche von 22 km² bildet. Der Ort liegt in der Region Analamanga, etwa 10 km nördlich der Hauptstadt Antananarivo.

## Geographie
Der Ort liegt am Nordufer des Flusses Mamba auf einem in Nordwest-Südost-Richtung verlaufenden Höhenrücken in etwa 1250 Meter über Meereshöhe. Auf beiden Seiten des Höhenrückens befinden sich ausgedehnte Ebenen, die zum Reisanbau genutzt werden. Über den Höhenzug verläuft eine Verbindungsstraße nach Ambohimanga, dem alten Königssitz der Merina. Ursprünglich trug der Ort nur den Namen Namehana, nach einem der Zwölf heiligen Hügel des Merina-Königreichs. Auf dem Hügel siedelte König Andrianampoinimerina um 1810 Rabodo, eine seiner Ehefrauen, an. Der Zusatz Sabotsy bedeutet „Samstag“ und bezieht sich auf den dort an Samstagen stattfindenden Wochenmarkt.
In unregelmäßigen Abständen ist der Ort von Zyklonen verwüstet worden, letztmals am 14. Februar 2012 durch Giovanna.

## Bevölkerung und Wirtschaft
Die Bevölkerung gehört überwiegend zum Stamm (Foko) der Merina. Beim letzten Zensus 2001 wurden 50.100 Einwohner gezählt, inzwischen stieg die Bevölkerungszahl auf 63.660 (Stand: 2017). Haupterwerbszweige sind Ackerbau (70 %) und Fischfang (10 %). Daneben gibt es einen kleinen handwerklichen Sektor (5 %) und Dienstleister (15 %). Die wichtigsten Anbauprodukte sind Reis und Gemüse, vor allem Grünkohl.

## Infrastruktur
Der Ort wird über die asphaltierte Nationalstraße 3 mit der Hauptstadt verbunden, deren öffentliche Buslinien bis in den Ort reichen. Nach Norden verbindet die Nationalstraße den Ort mit der 80 km entfernten Distrikthauptstadt Anjozorobe. Es existiert ein Postamt (Postleitzahl 103), ein Hospital, eine Filiale der Bank of Africa, eine Feuerwehr sowie mehrere Sekundar- und Primarschulen. Der Ort ist an das öffentliche Strom- und Wassernetz angeschlossen. Im Ortszentrum existiert ein Markt, auf dem täglich Lebensmittel angeboten werden; Samstags dehnt sich der Markt auf etwa 2 Hektar der umliegenden Plätze und Straßen aus und bietet daneben auch Textilien und alltägliche Gebrauchsgegenstände an.

## Persönlichkeiten
- Hery Rajaonarimampianina (* 1958), madagassischer Politiker